# Aktion Rettet die Grazer Altstadt
Die Aktion Rettet die Grazer Altstadt war eine Medienkampagne und Bürgerinitiative in Sinne der Altstadterhaltung der Landeshauptstadt Graz in der Steiermark.

## Geschichte
Die Aktion wurde mit 1. Oktober 1972 begonnen. Federführend war die Grazer Kleine Zeitung mit ihrem damaligen Lokalredakteur Max Mayr. Die Initiative sammelte 107.571 Unterschriften zugunsten folgender Zielvorstellungen: Rettung und Aktivierung wertvoller Bauten, Schaffung von Fußgängerzonen, Bau von Tiefgaragen am Rande der Altstadt, Verbesserung des öffentlichen Verkehrs. Es gelang der Initiative, den Einbau einer Tiefgarage in den historischen Grazer Landhaushof zu verhindern.
In der Folge kam es 1974 in Graz zum ersten internationalen Altstadtkongress. 1974 beschloss der Steiermärkische Landtag das Grazer Altstadterhaltungsgesetz; es wurden Schutzzonen gebildet, ein Fonds eingerichtet und eine Sachverständigen-Kommission eingesetzt. 1975 wurde anlässlich des „Europäischen Jahres des kulturellen Erbes“ das Internationale Städteforum Graz gegründet, das als Nachfolgeorganisation der Aktion gelten kann.